# 第29集 (雙峰)
「第29集」，又名「Beyond Life and Death」，是美国神秘电视剧《双峰》第二季的第22集，也是最后一集。这一集在1991年6月10日首播，25年来一直是《双峰》的最后一集，直到2017年《双峰：回归》播出。这一集由该剧联合创作者马克·弗罗斯特、制片人哈雷·佩顿和常规编剧罗伯特·恩格斯编写，由联合创作者大卫·林奇执导，他还对剧本进行了重写。这一集的主要演员有凯尔·麦克拉克伦、迈克尔·昂特金、理查德·贝梅尔和肯尼斯·威尔士；客串演员有弗兰克·席尔瓦饰演杀手鲍勃、迈克尔·J·安德森饰演異地人、卡雷尔·斯特鲁伊肯饰演巨人，以及海瑟·葛拉罕饰演安妮·布莱克本。
《双峰》围绕着调查华盛顿州一个小镇上的学生劳拉·帕尔默的谋杀案展开。在这一集中，安妮·布莱克本被绑架后，联邦调查局特工戴尔·库珀和杜鲁门警长追踪温多姆·厄尔到通往黑色小屋的入口——存在于另一个现实世界的奇怪而又可怕的地方。库珀进入后，他的勇气受到異地人、厄尔、多个分身和杀手鲍勃所考验。
“第29集”在美国广播公司（ABC）播出，吸引了1040万户家庭观看，占可观看观众的大约12%。这一集受到好评，成为广泛的影视和学术评论的主题。这一集的几个悬念在2016年的衍生书《双峰：神秘史》中得到了扩展，在林奇的1992年电影《雙峰：與火同行》、《双峰：遗失的碎片》和《双峰：回归》中也有所涉及。

## 剧情

### 背景
在华盛顿州的小镇双峰，学生劳拉·帕尔默和朋友罗内特·普拉斯基遭到谋杀。联邦调查局特工戴尔·库珀被派往调查，发现谋杀者是一个名为杀手鲍勃的恶魔灵体，附身于劳拉的父亲利兰·帕尔默。库珀原本计划离开双峰，但被他以前的联邦调查局搭档温多姆·厄尔的到来所阻止。厄尔与库珀展开了一场危险的棋局。厄尔的真正目的是利用黑色小屋的超自然力量，其入口位于双峰周围的森林中。
安妮·布莱克本原来住在修道院，是诺玛·詹宁斯的妹妹，如今来到双峰。库珀爱上了她，说服她参加双峰小姐选美大赛。与此同时，厄尔知道了黑色小屋入口的位置，开始实施他的计划。他得出结论，需要恐惧才能进入，于是他打断了双峰小姐选美大赛，绑架了获胜者安妮。在混乱中，自认为是18岁的高中生、现年35岁的纳丁·赫尔利，头部受伤。与此同时，副警长安迪·布伦南发现了隐藏在洞穴标记中的地图。
高中生唐娜·海沃德试图找出母亲伊琳·海沃德和当地商人本杰明·霍恩之间的联系。唐娜发现了他们之间的一段恋情，现在得知本杰明是她的生父。
锯木厂老板凯瑟琳·马特尔发现了她哥哥的商业对手托马斯·埃克哈特留下的一个谜盒。凯瑟琳和哥哥安德鲁·帕卡德发现盒子里有一个保险箱钥匙。

### 剧情
警长哈里·S·杜鲁门、副警长霍克、安迪和库珀站在警长办公室里，思考厄尔和安妮的失踪。当地伐木工皮特·马特尔进来，告诉警长原木女士偷了他的车。库珀得出结论，是伪装成原木女士的厄尔带着安妮逃跑了，不久真正的原木女士进来，手里拿着一罐引擎油。罗内特·普拉斯基随后被带进来，她认出了这种油的味道，就是劳拉死亡之夜的味道。与此同时，杜鲁门回忆起森林中一圈十二棵梧桐树，与洞穴地图上的标记相吻合。
纳丁从头部受伤中恢复过来，和高中生男友迈克·尼尔森、疏远的丈夫艾德·赫尔利、海沃德医生和诺玛在一起。纳丁恢复了记忆，看到艾德和诺玛在一起时感到震惊。她流着眼泪，抛弃了迈克。
厄尔带着安妮来到梧桐树的圈子，树中央有一小池油。安妮靠近时变得木然。一道幽灵般的红色帷幕出现在池塘后面。他们穿过后消失。库珀和杜鲁门找到了皮特的车，库珀独自一人跟随。库珀听到一只猫头鹰，在梧桐树中央找到了池塘，看到红色帷幕出现。他穿过后帷幕消失。
库珀现在在黑色小屋里，穿过红色帷幕的走廊，发现自己在红色房间里。異地人跳着舞进入房间，坐在一把天鹅绒椅子上。闪光灯闪烁，吉米·斯科特唱着爵士歌曲。在黑色小屋外，安迪和哈里等待库珀。
在海沃德家，唐娜仍然心烦意乱。本和唐娜的母亲想要安慰她。医生海沃德到达，愤怒地攻击本，把他打晕。与此同时，安德鲁偷走了保险箱钥匙。皮特看到了他，陪他去银行。
奥黛丽·霍恩走进双峰银行，把自己锁在银行金库里，抗议当地的住房开发。安德鲁和皮特带着保险箱钥匙到达，他们打开了托马斯·埃克哈特留下的保险柜。柜门打开，里面是一枚炸弹和埃克哈特的一张便条。炸弹爆炸，炸飞了银行的窗户。
在双R餐厅，鲍比·布里格斯向谢莉·约翰逊求婚。近旁，布里格斯少校收到了劳拉的母亲莎拉·帕尔默的讯息，用一种扭曲和异样的声音说：“我和戴尔·库珀在黑色小屋里。我在等你。”
在黑色小屋里，库珀遇到了神秘的人物。异地人给他一杯咖啡，告诉他说，“当你再次见到我时，我不会是我。”库珀看到了劳拉·帕尔默，她告诉他25年后会再见到他。劳拉摆出一个神秘的姿势，然后消失。来自大北方酒店的一位老服务员给库珀一杯咖啡，咖啡的质地在变化。服务员被巨人取代，他坐下来说：“一模一样。”异地人说：“火，与我同行。”库珀看到了一场火焰爆炸，等候室变黑。他离开房间，又穿过几个房间。在某个房间里，他找到了玛迪·弗格森，她说：“小心我的表妹。”
库珀发现异地人在抽搐并痛苦地扭曲着，说着“分身”。劳拉的分身出现，摆出了之前的姿势。她尖叫着冲向库珀。库珀短暂地看到了劳拉脸上显现出温多姆·厄尔的脸，然后逃跑。在另一个房间里，库珀发现自己的肚子上有一道新的刺伤。他跌跌撞撞地回到一个新房间，沿着自己的血迹走，看到厄尔的妻子卡洛琳，躺在地板上，旁边是他自己血迹斑斑的尸体。他呼唤她，那个女人却变成了安妮。安妮坐起来，浑身是血。库珀呼唤她，但房间变暗，尸体消失。
库珀走进一个有黑色大理石桌子的房间。安妮出现，告诉库珀杀死她的人就是她的丈夫。库珀感到困惑。安妮变成了卡洛琳，然后又变成了劳拉的分身。她尖叫着又变成了温多姆·厄尔。温多姆告诉库珀，如果库珀把自己的灵魂给他，他就会让安妮活下来。库珀毫不犹豫地同意，温多姆便刺伤了库珀。刺伤突然逆转，杀手鲍勃出现，像操纵木偶一样抓住了厄尔。鲍勃提取了厄尔的灵魂，库珀离开。库珀的分身进入房间，和鲍勃一起大笑。
利兰·帕尔默的分身出现在走廊上，对库珀说：“我没有杀任何人。”与此同时，库珀的分身走进走廊，和利兰嘻嘻笑着，然后追赶库珀。库珀逃跑，但还没能逃跑就被自己的分身抓住。
夜幕再次降临。黑色小屋的入口闪烁了一下然后消失。哈里发现库珀和安妮躺在树圈中。
第二天早上，库珀在大北方醒来，哈里和海沃德医生在他身边守候。库珀问：“安妮怎么样？”哈里回答说安妮会康复。库珀起床，说要刷牙。在浴室里，库珀朝镜子猛撞，看到鲍勃的倒影，揭示了从黑色小屋回来的其实是库珀的分身。杜鲁门和海沃德开始担心起来，库珀的分身恶狠狠地微笑着，嘲弄地重复着：“安妮怎么样？”

## 制作
这一集的正式编剧是马克·弗罗斯特、哈雷·佩顿和罗伯特·恩格斯。不过，大卫·林奇大幅修改了他们的剧本，但没有署名编剧；他保持了剧集的总体结构，但改变了许多对话和场景，尤其是在红色房间/黑色小屋的场景中，使其更像是第一季中的梦境鏡頭。林奇还扩大了演员阵容，增加了一些原本剧本中没有的角色，如原木女士，以及一些已经有段时间没有出现在剧集中的角色，有玛迪·弗格森、帕尔默家、罗内特·普拉斯基和女服务员海蒂，意味着雷·怀斯、格雷斯·扎布里斯基、谢丽尔·李、菲比·奥古斯丁、安德里亚·海斯等人再次回归。
詹姆斯·马歇尔、陈冲和派珀·劳瑞在这一集中没有出现。
在接受克里斯·罗德利采访时，林奇表示，最后一集“已经写好了，但涉及红色房间时，在我看来，是完全彻底错误的。完全彻底错误的。所以我改变了那部分。其他部分是早就已经开始了的，而且已经有了一定的路线，所以必须继续下去。但你仍然可以以某种方式来引导。但我真的很喜欢那最后一集。”
原本剧本和实际拍摄的主要区别如下：
- 原木女士和罗内特·普拉斯基，两人都出现在实际剧集中，但在原始剧本中没有出现。
- 本杰明·霍恩和海沃德家的对峙大致相同，不过原始剧本中有更多对话。此外，在原始剧本中，海沃德医生推了本，本的头撞到了咖啡桌上；心煩意亂的海沃德医生冲上前去帮助本，并向他道歉。在拍摄的剧集中，海沃德医生打了本一拳，本的头撞到了壁炉上；海沃德医生反应惊恐，但没有冲上前去帮助本。
- 在原始剧本中，霍克和布里格斯少校在温多姆·厄尔的小屋里找到了利奥·约翰逊。利奥本能地开始说话，激活了厄尔设置的蜘蛛陷阱。林奇用在双R餐厅的场景替换了这一幕，其中出现了鲍比、谢莉、布里格斯少校、布里格斯夫人、雅各比医生、莎拉·帕尔默和德国女服务员海蒂。除了布里格斯少校外，这些角色在原始剧本中都没有出现。在拍摄的剧集中，利奥只通过重复使用上一集留下来的镜头非常简短地出现；他的最终命运不明。
- 在原始剧本中，皮特·马特尔没有陪同安德鲁·帕卡德进入银行。相反，凯瑟琳·马特尔刚好在安德鲁意外引爆炸弹之前冲进了银行。凯瑟琳在实际拍摄的剧集中根本没有出现，在原始剧本中，皮特唯一的出场是在剧集开始时在警长办公室。
- 在原始剧本中，杜鲁门警长看到了一个穿着锁子甲、手持剑和盾牌的黑暗女人的幻象。
- 黑色小屋的场景在原始剧本中几乎完全不同：出现了大北方酒店的幽灵版本；温多姆·厄尔有更多的对话；没有倒带式的对话；劳拉·帕尔默只出现了一瞬间，没有说话；黑色小屋的歌手、异地人、巨人、老服务员、玛迪·弗格森和利兰·帕尔默都没有出现。温多姆·厄尔的命运不那么突然——他最终被束缚在牙医椅上，鲍勃是折磨者。
- 剧集最后揭示库珀的分身现在被鲍勃占据，在原始剧本中更加微妙。在浴室场景中，库珀将牙膏挤到牙刷上，看向镜子微笑，鲍勃的倒影也在微笑；剧集原定在这一点结束。在实际拍摄的剧集中，库珀将牙膏挤进水槽，看到镜子中鲍勃的倒影，猛地撞向镜子，反复说着“安妮怎么样？”并不受控制地大笑。

## 双峰：神秘史
2016年为次年该剧重启编写的衍生书《双峰：神秘史》中，详述了“第29集”中发生的一些事件。这本书采取了以前的某位双峰居民编纂的档案形式。在《双峰：神秘史》中透露，奥黛丽·霍恩在银行的炸弹爆炸中幸存下来，但皮特·马特尔和安德鲁·帕卡德都死了。此外，本杰明·霍恩在与海沃德医生的冲突中幸存下来，后来购买了凯瑟琳·马特尔在双峰的所有土地，保持了他对镇上的控制。凯瑟琳后来成为了隱居者。
库珀的命运在书中也有所阐述，当中透露编纂这份档案的是布里格斯少校。在剧集最后的事件之后，布里格斯发现库珀是解开藍皮書計劃和黑色小屋之谜的“关键”。布里格斯得知库珀在黑色小屋的经历后正在大北方休息，请求库珀到自己家中讨论他的经历。那天晚上，库珀去了布里格斯家，但在家中发生的事情没有具体说明。布里格斯少校在档案中的最后一条记录表明，库珀那天晚上离开了他的家，布里格斯意识到库珀出了问题；然后他写道，他意识到自己必须做什么，并以“M*A*Y*D*A*Y”（求救信号）作为结束语。档案就此结束。